# FWD Model B
 (février 2020).
 (janvier 2025).
Si vous disposez d'ouvrages ou d'articles de référence ou si vous connaissez des sites web de qualité traitant du thème abordé ici, merci de compléter l'article en donnant les références utiles à sa vérifiabilité et en les liant à la section « Notes et références ».
Le FWD Model B est un véhicule tout-terrain moyen/lourd conçu en 1912 par la marque américaine Four Wheel Drive Auto Co. (en), largement utilisé pendant la Première Guerre mondiale par l'armée américaine et ses alliés, et dans l'après-guerre.

## Caractéristiques
Le FWD Model B était équipé d'un moteur Wisconsin Motor Manufacturing Company à 4 cylindres en ligne avec soupapes latérales de 6,37 litres qui fournissait une puissance de 36 ch (27 kW) et d'une boîte de vitesses à 3 rapports avec transmission intégrale.
La vitesse maximale ne dépassait pas les 15 miles par heure (24 km/h) et sa portée maximale était de 5 000 kg sur route et de 3 000 kg hors route.

## Galerie d'images

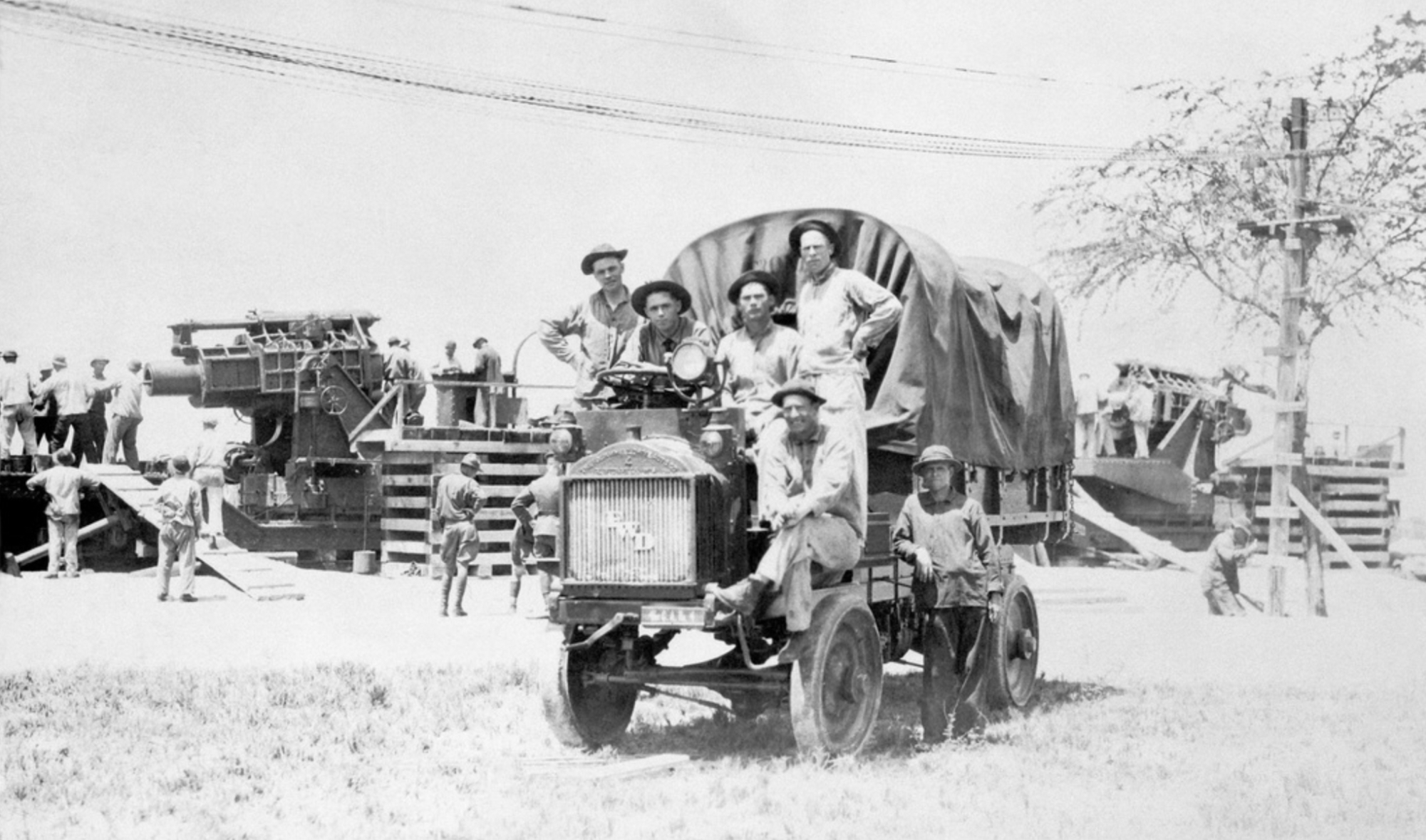
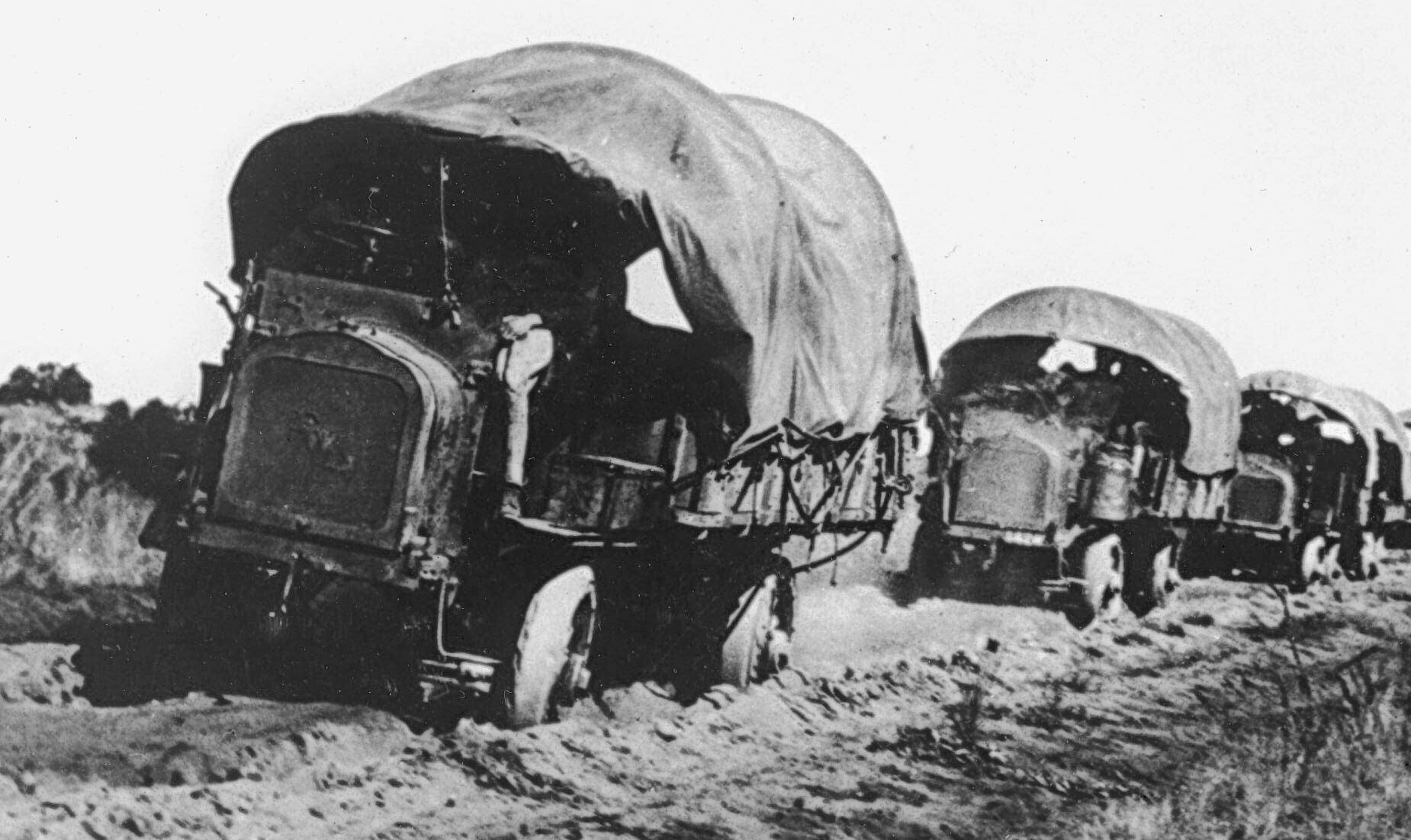
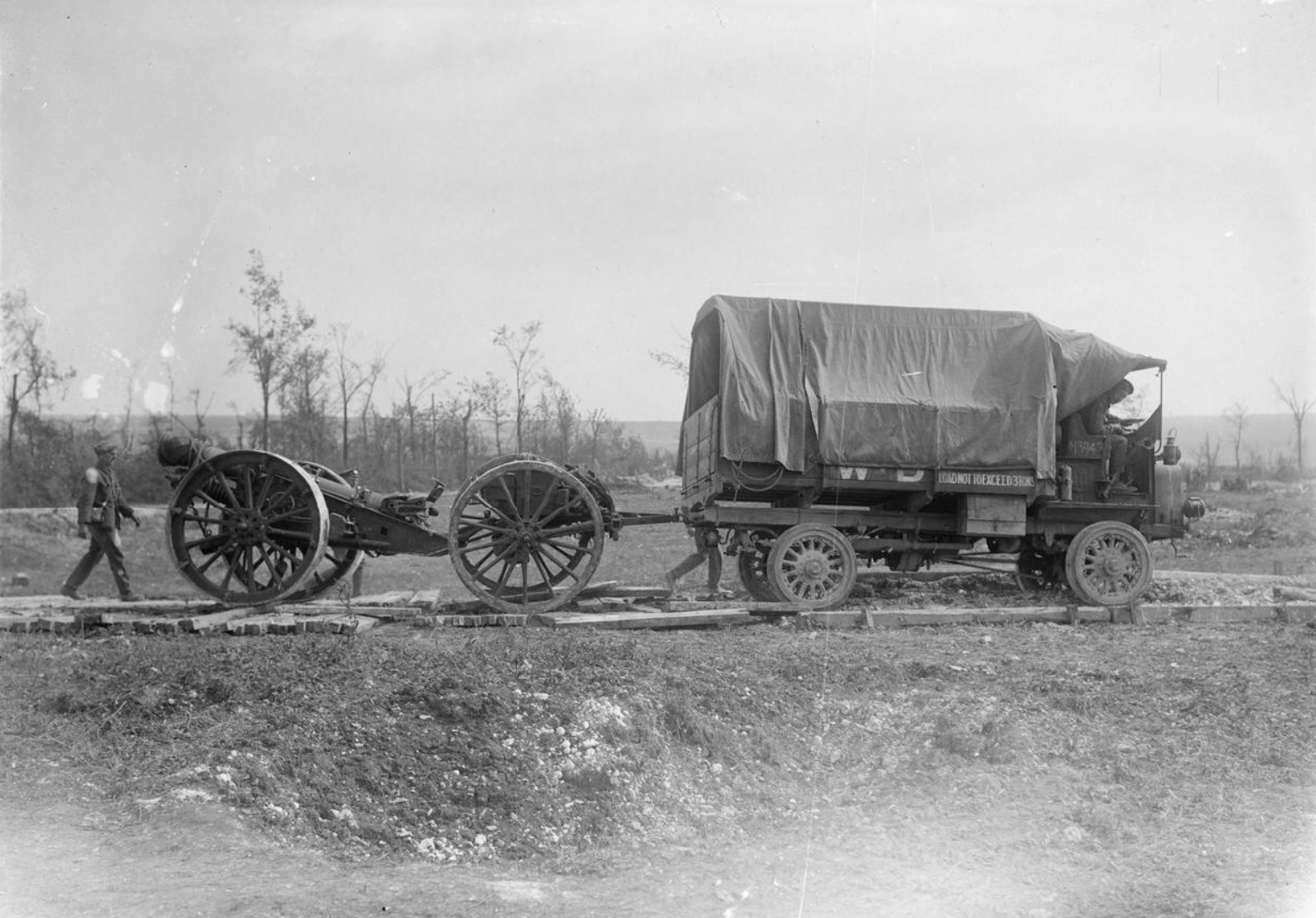
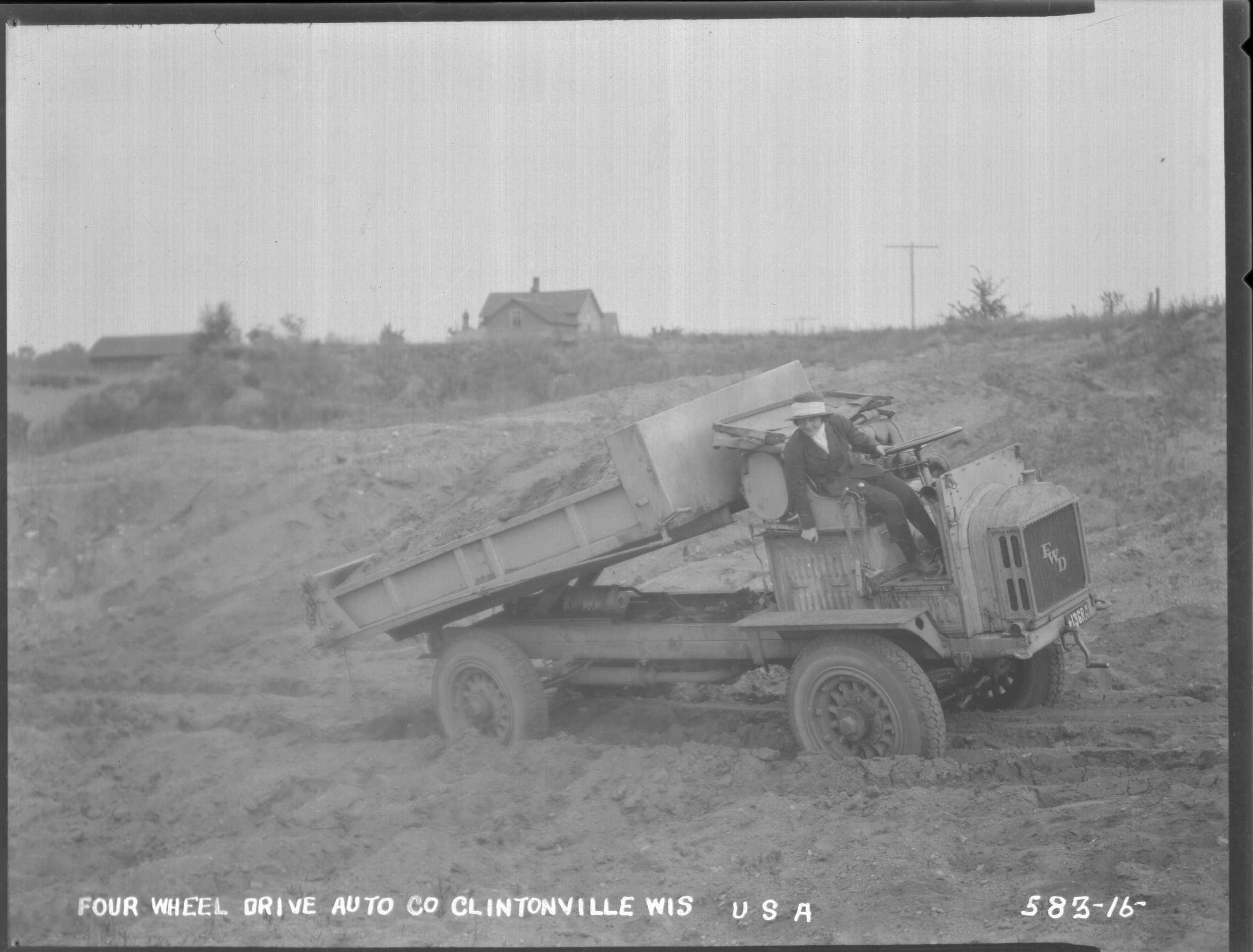
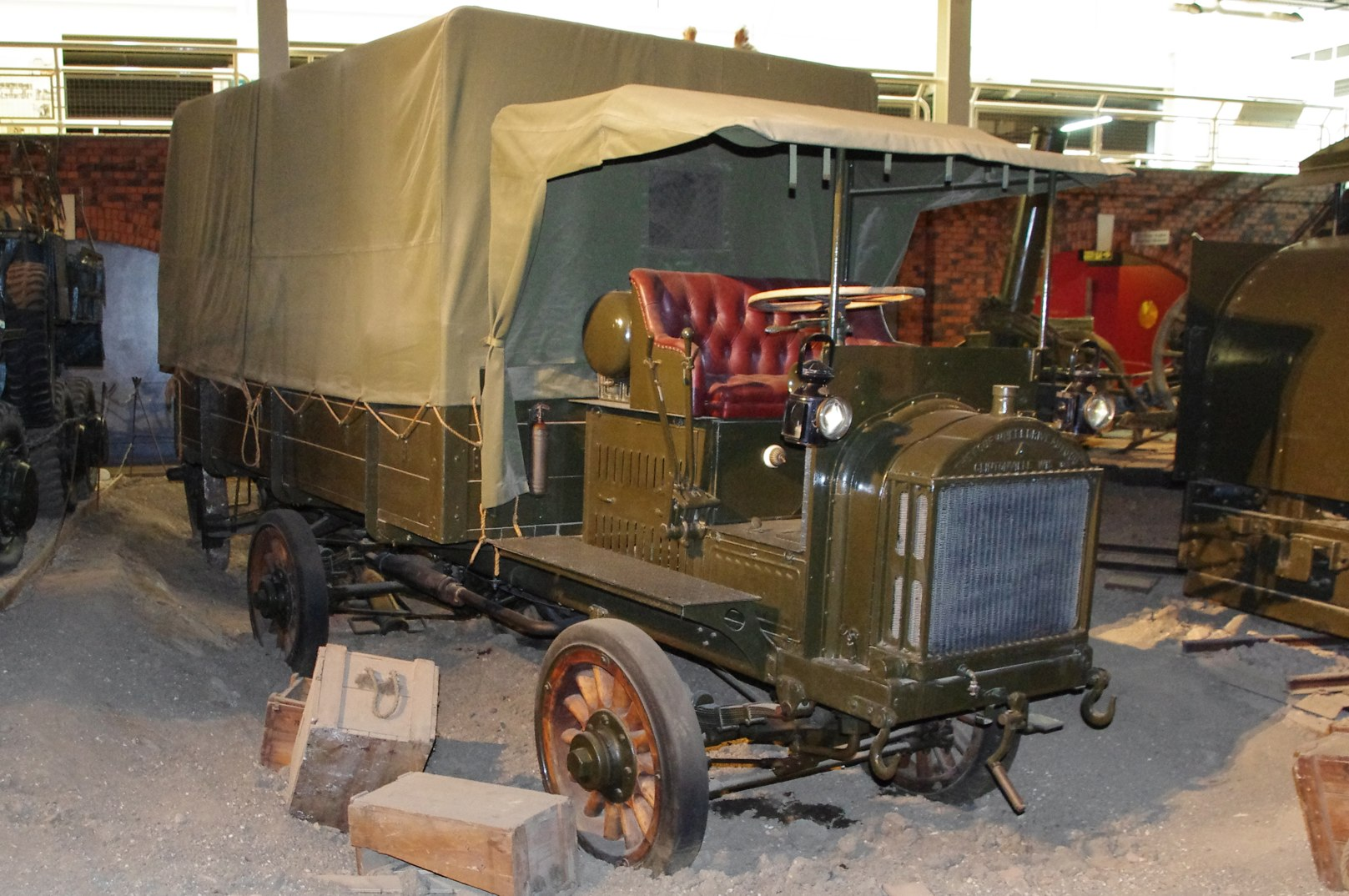